# Границы (фильм, 2018)
«Границы» (англ. Boundaries) — художественный фильм 2018 года, сценариста и режиссёра Шаны Фесте, выпущенный Sony Pictures Classics и Mongrel Media. В главных ролях Вера Фармига, Кристофер Пламмер, Льюис МакДугалл, Бобби Каннавале и Питер Фонда .
Премьера фильма состоялась 12 марта 2018 года на фестивале South by Southwest. В первые выходные фильм собрал 29 552 доллара и 755 977 долларов по всему миру. Это был последний фильм с участием Питера Фонда, выпущенный при его жизни.

## Сюжет
Фильм повествует о матери по имени Лаура и её 14-летнем сыне Генри, которые вынуждены возить безответственного отца Лауры, торгующего марихуаной, через всю страну после того, как его выгнали из дома для престарелых.

## В ролях
- Вера Фармига — Лаура, мать Генри
- Кристофер Пламмер — Джек, отец Лауры
- Льюис МакДугалл — Генри, сын Лауры и Леонарда
- Бобби Каннавале — Леонард
- Яхья Абдул-Матин II
- Кристен Шаал — Джоджо, сестра Лауры
- Кристофер Ллойд — Стэнли
- Питер Фонда — Джой
- Долли Уэллс — София
- Райан Роббинс — Джим
- Яхья Абдул-Матин II — Серж
- Челах Хорсдаль
- Джилл Тид — Мюллер
- Диана Бэнг
- Эмили Холмс
- Джессика Маклауд
- Халлдор Кеннет Бьярнасон — Джед, сын Стэнли
- Роган Кэмпбелл — Микки
- Элизабет Боуэн — Гризельда
- Джеймс Кирк — Джимми

## Производство

### Разработка
В апреле 2016 года было объявлено, что Вера Фармига и Кристофер Пламмер сыграют главные роли в драматическом фильме «Границы», а Шана Фесте поставит фильм по собственному сценарию. Брайан Кавано-Джонс и Бейли Конвей спродюсируют фильм через компанию Automatik Entertainment, а Крис Фергюсон и Кеннет Берк спродюсируют через компанию Oddfellows Entertainment. В мае 2016 года к фильму присоединились Льюис Макдугалл, Бобби Каннавале, Кристен Шаал, Питер Фонда, Кристофер Ллойд и Долли Уэллс.

### Съемки
Съемки начались 2 мая 2016 года в Ванкувере и завершилась 3 июня 2016 года.

## Музыка
В феврале 2017 года сообщалось, что музыку к фильму напишет Майкл Пенн.

## Релиз
В мае 2016 года Stage 6 Films приобрела права на мировой прокат фильма. Компания Sony Pictures Classics выступила прокатчиком фильм в США. Мировая премьера фильма состоялась на фестивале South by Southwest 12 марта 2018 года. Фильм вышел в прокат в США 22 июня 2018 года.

### Противоречие Питера Фонда
20 июня 2018 года Sony Pictures Classics осудила комментарии Питера Фонда, сделанные накануне в Twitter о сыне президента Дональда Трампа Бэрроне, но заявила, что не будет монтировать фильм или менять график его выпуска, отметив, что у Фонды "очень небольшая роль ".

## Прием критиков

### Сборы
Фильм заработал 29 995 долларов в пяти кинотеатрах в первые выходные, в среднем 5 910 долларов на один зал. Deadline.com назвал это «умеренным началом», в то время как LifeZette назвал фильм «провалом» и частично обвинил в этом инцидент с Питером Фондой.

### Мнения критиков
На Rotten Tomatoes фильм имеет рейтинг одобрения 49 % на основе 75 обзоров со средней оценкой 5,03/10. Критический консенсус веб-сайта гласит: «Фильм выигрывает от прекрасной игры Кристофера Пламмера, но его работа теряется на фоне плохого сценария». На Metacritic фильм имеет средневзвешенную оценку 50 из 100, основанную на 24 рецензиях, что указывает на «смешанные или средние отзывы».